# Liga ARC 2018
La temporada 2018 de la Liga ARC es la decimosegunda edición desde que se iniciara la competición de traineras organizada por la Asociación de Remo del Cantábrico en 2006. Se compone de dos grupos de 12 y 14 equipos respectivamente. La temporada regular comenzó el 16 de junio en Portugalete (Vizcaya) y terminó el 25 de agosto en Colindres (Cantabria). Posteriormente, se disputaron los play-off para el ascenso a la Liga ACT y entre los dos grupos de la Liga ARC.

## Sistema de competición
La Liga ARC está dividida en 2 grupos cada uno de los cuales disputa un calendario de regatas propio. Al finalizar la liga regular y para decidir los ascensos y descensos entre la Liga ACT y los 2 grupos de la Liga ARC se disputan sendos play-off:
- Play-off de ascenso a Liga ACT: se disputa 1 plaza en la Liga ACT entre el penúltimo clasificado de dicha competición, ya que el último desciende directamente, los 2 primeros del Grupo 1 y los 2 primeros de la Liga LNT.
- Play-off entre grupos ARC: el campeón del Grupo 2 asciende directamente al Grupo 1, el último clasificado del Grupo 1 desciende directamente y la última plaza del Grupo 1 se disputa entre el penúltimo clasificado del Grupo 1 y el segundo y tercero del Grupo 2.

## Calendario
Las siguientes regatas están programadas para tener lugar en 2018.

### Grupo 1
| Orden | Regata                                                                               | Fecha        | Provincia |
| ----- | ------------------------------------------------------------------------------------ | ------------ | --------- |
| 1     | XXXVII Bandera Noble Villa de Portugalete (1.ª jornada)                              | 16 de junio  | Vizcaya   |
| 2     | XXXVII Bandera Noble Villa de Portugalete (2.ª jornada)                              | 17 de junio  | Vizcaya   |
| 3     | XXVI Bandera de San Juan de Luz-Gran Premio Mahala                                   | 23 de junio  | Francia   |
| 4     | IX Bandera de Guetaria                                                               | 1 de julio   | Guipúzcoa |
| 5     | XXXIII Bandera de Zumaya                                                             | 7 de julio   | Guipúzcoa |
| 6     | XIII Bandera Marina de Cudeyo-Gran Premio Dynasol                                    | 14 de julio  | Cantabria |
| 7     | VI Bandera Ciudad de Rentería                                                        | 22 de julio  | Guipúzcoa |
| 8     | XXXIII Bandera El Correo-Gran Premio BBK (1.ª jornada)                               | 28 de julio  | Vizcaya   |
| 9     | XXXIII Bandera El Correo-Gran Premio BBK (2.ª jornada)                               | 29 de julio  | Vizcaya   |
| 10    | Bandera Igartza (1.ª jornada)                                                        | 4 de agosto  | Guipúzcoa |
| 11    | Bandera Igartza (2.ª jornada)                                                        | 5 de agosto  | Guipúzcoa |
| 12    | XVI Bandera del Real Astillero de Guarnizo XLI Gran Premio Ayuntamiento de Astillero | 11 de agosto | Cantabria |
| 13    | XXX Bandera de Plencia                                                               | 15 de agosto | Vizcaya   |
| 14    | IX Bandera de Zarautz                                                                | 18 de agosto | Guipúzcoa |
| 15    | XLI Villa de Bilbao                                                                  | 19 de agosto | Vizcaya   |

### Grupo 2
| Orden | Regata                                                   | Fecha        | Provincia |
| ----- | -------------------------------------------------------- | ------------ | --------- |
| 1     | V Bandera de Bermeo AE                                   | 17 de junio  | Vizcaya   |
| 2     | XXXI Bandera de Elantxobe-Grupo Idar                     | 24 de junio  | Vizcaya   |
| 3     | III Bandera de Iberia                                    | 1 de julio   | Vizcaya   |
| 4     | II Bandera de Motrico-Yurrita Group                      | 7 de julio   | Guipúzcoa |
| 5     | IX Bandera Donostiarra Kaiarriba-La Bretxa               | 8 de julio   | Guipúzcoa |
| 6     | XXVI Bandera Ayuntamiento de Camargo                     | 15 de julio  | Cantabria |
| 7     | I Bandera Orio Kanpina                                   | 21 de julio  | Guipúzcoa |
| 8     | XV Bandera del Puerto Viejo de Algorta                   | 28 de julio  | Vizcaya   |
| 9     | XXXI Bandera de Erandio                                  | 5 de agosto  | Vizcaya   |
| 10    | XII Bandera de la Cofradía de Pescadores de Fuenterrabía | 11 de agosto | Guipúzcoa |
| 11    | XXXIV Bandera de Pasajes                                 | 12 de agosto | Guipúzcoa |
| 12    | XLVI Bandera Ciudad de Castro-XII Mem. Avelino Ibáñez    | 15 de agosto | Cantabria |
| 13    | XIV Bandera Ayuntamiento de Laredo                       | 18 de agosto | Cantabria |
| 14    | XLVIII Bandera de Santoña-III Memorial Fernando Palacio  | 19 de agosto | Cantabria |
| 15    | XXV Bandera Ría del Asón                                 | 25 de agosto | Cantabria |

### Play-off de ascenso a Liga ACT
| Orden | Regata      | Fecha            | Provincia |
| ----- | ----------- | ---------------- | --------- |
| 1     | Bermeo      | 15 de septiembre | Vizcaya   |
| 2     | Portugalete | 16 de septiembre | Vizcaya   |

### Play-off entre grupos
| Orden | Regata                      | Fecha        | Provincia |
| ----- | --------------------------- | ------------ | --------- |
| 1     | Prueba "En mar" (Colindres) | 25 de agosto | Cantabria |
| 2     | Prueba "En ría" (Pasajes)   | 26 de agosto | Guipúzcoa |

## Traineras participantes

### Grupo 1
| Equipo                 | Nombre de la Trainera | Localidad           | Provincia |
| ---------------------- | --------------------- | ------------------- | --------- |
| Astillero              | San José XV           | El Astillero        | Cantabria |
| Arkote-Helvetia        | Plentzitarra          | Plencia             | Vizcaya   |
| Deusto-Bilbao          | Tomatera              | Bilbao              | Vizcaya   |
| Getaria                | Esperantza            | Guetaria            | Guipúzcoa |
| Hibaika                | Madalen               | Rentería            | Guipúzcoa |
| Lapurdi                | Xubero                | San Juan de Luz     | Francia   |
| Lekittarra-Elecnor-BM  | Lekittarra            | Lequeitio           | Vizcaya   |
| Pedreña                | Seve Ballesteros      | Pedreña             | Cantabria |
| Portugalete            | Jarrillera            | Portugalete         | Vizcaya   |
| San Juan-Sumelec       | San Juan              | Pasajes de San Juan | Guipúzcoa |
| Zarautz-Babyauto       | Enbata                | Zarauz              | Guipúzcoa |
| Zumaia-Salegi Jatetxea | Telmo Deun            | Zumaya              | Guipúzcoa |

### Grupo 2
| Equipo          | Nombre de la Trainera | Localidad            | Provincia |
| --------------- | --------------------- | -------------------- | --------- |
| Bermeo-Sumoil   | Bou Bizkaia           | Bermeo               | Vizcaya   |
| Camargo         | Virgen del Carmen     | Camargo              | Cantabria |
| Castreña        | La Marinera           | Castro-Urdiales      | Cantabria |
| Colindres       | San Ginés             | Colindres            | Cantabria |
| Donostiarra "B" | Torrekua              | San Sebastián        | Guipúzcoa |
| Elantxobe-Idar  | Artarri               | Elanchove            | Vizcaya   |
| Getxo           | Goizeko Izarra        | Guecho               | Vizcaya   |
| Hondarribia     | Ama Guadalupekoa      | Fuenterrabía         | Guipúzcoa |
| Laredo          | La Pejinuca           | Laredo               | Cantabria |
| Lutxana         | Erandiotarra          | Erandio              | Vizcaya   |
| Motrico         | Motrico               | Motrico              | Guipúzcoa |
| Orio-Babyauto   | Txiki                 | Orio                 | Guipúzcoa |
| San Pedro       | Libia                 | Pasajes de San Pedro | Guipúzcoa |
| Santoña         | Virgen del Puerto     | Santoña              | Cantabria |

### Equipos por provincia
| Provincia | Grupo | N. | Equipos                                                                        |
| --------- | ----- | -- | ------------------------------------------------------------------------------ |
| Guipúzcoa | 1     | 5  | Getaria, Hibaika, San Juan-Sumelec, Zarautz-Babyauto, Zumaia-Salegi Jatetxea   |
| Guipúzcoa | 2     | 5  | Donostiarra "B", Hondarribia, Motrico, Orio-Babyauto, Sanpedrotarra            |
| Guipúzcoa | TOTAL | 10 |                                                                                |
| Vizcaya   | 1     | 4  | Arkote-Helvetia, Deusto-Bilbao, Lekittarra-Elecnor-BM, Portugalete-Mendeurrena |
| Vizcaya   | 2     | 4  | Bermeo-Sumoil, Elantxobe-Idar, Getxo, Lutxana                                  |
| Vizcaya   | TOTAL | 8  |                                                                                |
| Cantabria | 1     | 2  | Astillero, Pedreña,                                                            |
| Cantabria | 2     | 5  | Camargo, Castreña, Colindres, Laredo, Santoña                                  |
| Cantabria | TOTAL | 7  |                                                                                |
| Francia   | 1     | 1  | Lapurdi                                                                        |
| Francia   | 2     | -  | -                                                                              |
| Francia   | TOTAL | 1  |                                                                                |

### Ascensos y descensos
| Pos.  | Descendidos de Liga ACT        |
| ----- | ------------------------------ |
| Prom. | Portugalete-Mendeurrena (11.º) |
| 12.º  | Zumaia                         |

| Pos.  | Ascendidos de Grupo 2 |
| ----- | --------------------- |
| Prom. | Arkote-Helvetia (2.º) |

| Pos. | Club ascendido de Grupo 2 no inscrito |
| ---- | ------------------------------------- |
| 1.º  | Oiartzun                              |

| Pos.  | Descendidos de Grupo 1 |
| ----- | ---------------------- |
| Prom. | Orio-Babyauto (10.º)   |
| 12.º  | Hondarribia            |

| Pos. | Clubes de Grupo 2 no inscritos |
| ---- | ------------------------------ |
| 8.º  | Bermeo-Mundaka Avia            |
| 13.º | Portu-Deusto                   |
| 14.º | Kaiku Producha                 |
| 17.º | Iberia                         |

| Pos. | Nueva inscripción |
| ---- | ----------------- |
| -    | Bermeo-Sumoil     |

     Ascenso directo.

     Ascenso después de play-off.

     Descenso directo ordinario.

     Descenso después de play-off.

     Descenso administrativo o desaparición.

     Nueva inscripción.

## Clasificación
A continuación se recoge la clasificación en cada una de las regatas disputadas en cada grupo.

### Grupo 1
Los puntos se reparten entre los doce participantes en cada regata.
| Posición | 1.º | 2.º | 3.º | 4.º | 5.º | 6.º | 7.º | 8.º | 9.º | 10.º | 11.º | 12.º |
| Puntos   | 12  | 11  | 10  | 9   | 8   | 7   | 6   | 5   | 4   | 3    | 2    | 1    |

| Pos. | Club                   | Trainera         | 1 PO1 | 2 PO2 | 3 LUZ | 4 GUE | 5 ZUM | 6 CUD | 7 REN | 8 CO1 | 9 CO2 | 10 IG1 | 11 IG2 | 12 AST | 13 PLE | 14 ZAR | 15 BIL | Puntos |
| ---- | ---------------------- | ---------------- | ----- | ----- | ----- | ----- | ----- | ----- | ----- | ----- | ----- | ------ | ------ | ------ | ------ | ------ | ------ | ------ |
| 1    | Astillero              | San José XV      | 2     | 1     | 4     | 1     | 2     | 1     | 2     | 2     | 2     | 4      | 1      | 1      | 1      | 1      | 2      | 157    |
| 2    | Lekittarra-Elecnor-BM  | Lekittarra       | 3     | 2     | 3     | 4     | 1     | 4     | 1     | 1     | 4     | 1      | 2      | 2      | 4      | 2      | 3      | 148    |
| 3    | Deusto-Bilbao          | Tomatera         | 1     | 5     | 1     | 3     | 3     | 3     | 3     | 5     | 1     | 2      | 5      | 4      | 6      | 7      | 1      | 133    |
| 4    | Getaria                | Esperantza       | 6     | 3     | 2     | 2     | 4     | 2     | 5     | 4     | 11    | 3      | 3      | 5      | 3      | 3      | 4      | 128    |
| 5    | Zarautz-Babyauto       | Enbata           | 5     | 6     | 5     | 5     | 6     | 6     | 4     | 3     | 9     | 5      | 6      | 3      | 2      | 4      | 6      | 112    |
| 6    | Pedreña                | Seve Ballesteros | 4     | 4     | 7     | 6     | 5     | 5     | 7     | 6     | 5     | 6      | 4      | 6      | 5      | 6      | 5      | 105    |
| 7    | Lapurdi                | Xubero           | 7     | 7     | 9     | 9     | 11    | 7     | 6     | 8     | 3     | 7      | 9      | 7      | 11     | 11     | 9      | 68     |
| 8    | Arkote-Helvetia        | Plentzitarra     | 9     | 8     | 8     | 11    | 7     | 8     | 8     | 7     | 10    | 9      | 7      | 9      | 9      | 8      | 7      | 66     |
| 9    | Zumaia-Salegi Jatetxea | Telmo Deun       | 10    | 10    | 6     | 8     | 8     | 10    | 9     | 9     | 6     | 10     | 10     | 10     | 7      | 5      | 8      | 66     |
| 10   | San Juan-Sumelec       | San Juan         | 8     | 9     | 10    | 7     | 9     | 9     | 10    | 11    | 7     | 8      | 8      | 8      | 8      | 10     | 11     | 57     |
| 11   | Hibaika                | Madalen          | 11    | 11    | 12    | 10    | 10    | 11    | 11    | 10    | 8     | 11     | 12     | 11     | 10     | 9      | 10     | 36     |
| 12   | Portugalete            | Jarrillera       | 12    | 12    | 11    | 12    | 12    | 12    | 12    | 12    | 12    | 12     | 11     | 12     | 12     | 12     | 12     | 16     |

| Color  | Resultado |
| ------ | --------- |
| Oro    | Ganador   |
| Plata  | Segundo   |
| Bronce | Tercero   |
| Verde  | Puntuó    |

La primera jornada de la Bandera Noble Villa de Portugalete no puntúa.

### Grupo 2
Los puntos se reparten entre los catorce participantes en cada regata. 
| Posición | 1.º | 2.º | 3.º | 4.º | 5.º | 6.º | 7.º | 8.º | 9.º | 10.º | 11.º | 12.º | 13.º | 14.º |
| Puntos   | 14  | 13  | 12  | 11  | 10  | 9   | 8   | 7   | 6   | 5    | 4    | 3    | 2    | 1    |

| Pos. | Club            | Trainera          | 1 BER | 2 ELA | 3 IBE | 4 MOT | 5 KAI | 6 CAM | 7 ORI | 8 ALG | 9 ERA | 10 COF | 11 PAS | 12 CAS | 13 LAR | 14 SÑA | 15 ASO | Puntos |
| ---- | --------------- | ----------------- | ----- | ----- | ----- | ----- | ----- | ----- | ----- | ----- | ----- | ------ | ------ | ------ | ------ | ------ | ------ | ------ |
| 1    | Donostiarra "B" | Torrekua          | 2     | 5     | C     | 5     | 2     | 1     | 5     | 2     | 2     | 1      | 1      | 1      | 1      | 5      | 4      | 162    |
| 2    | Camargo         | Virgen del Carmen | 4     | 2     | C     | 1     | 1     | 3     | 1     | 1     | 3     | 6      | 4      | 3      | 3      | 2      | 3      | 161    |
| 3    | Santoña         | Virgen del Puerto | 5     | 3     | C     | 3     | 3     | 2     | 2     | 3     | 4     | 2      | 3      | 4      | 2      | 7      | 1      | 152    |
| 4    | Orio-Babyauto   | Txiki             | 3     | 4     | C     | 2     | 4     | 4     | 4     | 6     | 1     | 4      | 2      | 10     | 5      | 1      | 2      | 145    |
| 5    | Getxo           | Goizeko Izarra    | 1     | 1     | C     | 4     | 5     | 5     | 3     | 5     | EX    | 7      | 7      | 6      | 4      | 3      | 5      | 141    |
| 6    | Hondarribia     | Ama Guadalupekoa  | 7     | 6     | C     | 9     | 6     | 6     | 6     | 4     | 10    | 5      | 8      | 2      | 6      | 4      | 7      | 116    |
| 7    | San Pedro       | Libia             | 8     | 8     | C     | 7     | 7     | 9     | 7     | 7     | 7     | 3      | 5      | 7      | 8      | 10     | 8      | 102    |
| 8    | Motrico         | Mutrico           | 9     | 7     | C     | 6     | 9     | 7     | 9     | 8     | 5     | 10     | 6      | 5      | 9      | 8      | 9      | 97     |
| 9    | Bermeo-Sumoil   | Bou Bizkaia       | 6     | 9     | C     | 8     | 8     | 8     | 8     | 9     | 6     | 8      | 9      | 9      | 7      | 9      | 6      | 91     |
| 10   | Elantxobe-Idar  | Artarri           | 10    | 10    | C     | 11    | 10    | 10    | 10    | 10    | 8     | 9      | 11     | 8      | 10     | 6      | 10     | 72     |
| 11   | Lutxana         | Erandiotarra      | 11    | 12    | C     | 10    | 11    | 12    | 12    | 13    | 9     | 12     | 13     | 12     | 12     | 12     | 11     | 44     |
| 12   | Castreña        | La Marinera       | 12    | 13    | C     | 13    | 13    | 11    | 11    | 11    | 12    | 11     | 12     | 11     | 11     | 11     | 12     | 43     |
| 13   | Laredo          | La Pejinuca       | 13    | 11    | C     | 12    | 12    | 13    | 13    | 12    | 11    | 13     | 10     | 13     | 13     | 13     | 13     | 36     |
| 14   | Colindres       | San Ginés         | 14    | 14    | C     | 14    | 14    | 14    | 14    | 14    | 13    | 14     | 14     | 14     | 14     | 14     | 14     | 14     |

| Color     | Resultado            |
| --------- | -------------------- |
| Oro       | Ganador              |
| Plata     | Segundo              |
| Bronce    | Tercero              |
| Verde     | Puntuó               |
| Sin color | EX - Excluido        |
| Blanco    | C - Regata cancelada |
| Negro     | DSQ - Descalificado  |

La Bandera de Iberia fue cancelada.
La Bandera Ría del Asón no puntúa.

### Play-off de ascenso a Liga ACT
Los puntos se reparten entre los cinco participantes en cada regata.
| Posición | 1.º | 2.º | 3.º | 4.º | 5.º |
| Puntos   | 5   | 4   | 3   | 2   | 1   |

| Pos. | Club                  | Trainera              | 1 BER | 2 POR | Puntos |
| ---- | --------------------- | --------------------- | ----- | ----- | ------ |
| 1    | Lekittarra-Elecnor-BM | Lekittarra            | 1     | 2     | 9      |
| 2    | Astillero             | San José XV           | 4     | 1     | 7      |
| 3    | Samertolameu          | Meira Mar             | 2     | 3     | 7      |
| 4    | Ares                  | Santa Olalla de Lubre | 3     | 4     | 5      |
| 5    | San Juan-Sumelec      | San Juan              | 5     | 5     | 2      |

| Color  | Resultado |
| ------ | --------- |
| Oro    | Ganador   |
| Plata  | Segundo   |
| Bronce | Tercero   |
| Verde  | Puntuó    |

Tras la suma de los tiempos de las dos jornadas, Astillero logra la segunda plaza.

### Play-off entre grupos
El equipo  Donostiarra "B" asciende al Grupo 1 directamente al quedar primero del Grupo 2.
El equipo Portugalete desciende al Grupo 2 directamente al quedar último del Grupo 1.
Los puntos se reparten entre los tres participantes en cada regata.
| Posición | 1.º | 2.º | 3.º | 4.º |
| Puntos   | 4   | 3   | 2   | 1   |

| Pos. | Club             | Trainera          | 1 RÍA | 2 MAR | Puntos |
| ---- | ---------------- | ----------------- | ----- | ----- | ------ |
| 1    | Santoña          | Virgen del Puerto | 1     | 1     | 8      |
| 2    | Camargo          | Virgen del Carmen | 3     | 2     | 5      |
| 3    | Hibaika          | Madalen           | 2     | 3     | 5      |
| 4    | San Juan-Sumelec | San Juan          | 4     | 4     | 2      |

| Color  | Resultado |
| ------ | --------- |
| Oro    | Ganador   |
| Plata  | Segundo   |
| Bronce | Tercero   |
| Verde  | Puntuó    |

Tras la disputa de las dos jornadas, Camargo logra la segunda plaza.
El equipo Hibaika mantuvo la categoría debido al ascenso de Astillero a la Liga ACT.